# Domenic Keller
Domenic Keller – szwajcarski bobsleista, dwukrotny medalista mistrzostw świata.

## Kariera
Pierwszy sukces w karierze Keller osiągnął w 2000 roku, kiedy wspólnie z Christianem Reichem, Ursem Aeberhardem i Bruno Aeberhardem trzecie miejsce w czwórkach podczas mistrzostw świata w Altenbergu. W tej samej konkurencji zdobył także kolejny brązowy medal na rozgrywanych rok później mistrzostwach świata w Sankt Moritz, gdzie reprezentacja Szwajcarii wystąpiła w składzie: Christian Reich, Steve Anderhub, Urs Aeberhard i Domenic Keller. Nigdy nie wystąpił na igrzyskach olimpijskich.